# Avanti c'è posto...
Avanti c'è posto... è un film del 1942 diretto da Mario Bonnard.
Il film, assieme a Campo de' fiori, diretto dallo stesso Bonnard, contribuì a rendere popolare Aldo Fabrizi anche al di fuori dei limiti regionali in cui si era affermato come attore di teatro.

## Trama
La povera cameriera Rosella viene derubata durante un tragitto in filobus dei soldi della pigione appena ricevuti dai padroni di casa, i quali non ritenendola più affidabile la mandano via. La ragazza viene aiutata dal bigliettaio romano Cesare, che dopo averla accompagnata al commissariato per denunciare il furto cerca di trovarle un altro posto come donna di servizio. Ben presto l'uomo se ne innamora e Rosella lo ricambia con l'affetto di una figlia; ma quando lei conosce Bruno, conducente di filobus e amico del bigliettaio, Cesare si rende conto di non essere destinato all'amore di Rosella e non gli rimane che combinare un ultimo incontro tra i due giovani prima che Bruno venga richiamato al fronte.

## Produzione
Il film è stato realizzato negli stabilimenti Cinecittà di Roma su pellicola Ferrania Pancro C.6, registrazione sonora RCA Photophone, sviluppo e stampa S.A.C.I.
Co-sceneggiatore, insieme allo stesso Fabrizi, Zavattini e Tellini,  quel "Federico" che appare nei titoli di testa, cioè Federico Fellini, che a quell'epoca curava i dialoghi di Fabrizi negli avanspettacoli. La sua amicizia con Fabrizi fu essenziale per convincere l'attore romano ad accettare il ruolo di Don Pappagallo in "Roma Città Aperta", 1945, con la regia di R. Rossellini.

## Distribuzione
Il film ebbe la prima proiezione pubblica il 30 agosto 1942.
La realizzazione dei manifesti del film, in Italia, fu affidata al pittore cartellonista Luigi Martinati.